# 埃尔廷根
埃尔廷根是德国巴登-符腾堡州的一个市镇。总面积37.74平方公里，总人口5385人，其中男性2717人，女性2668人（2011年12月31日），人口密度143人/平方公里。